# Anosia montezuma
Anosia montezuma är en fjärilsart som beskrevs av Talbot 1943. Anosia montezuma ingår i släktet Anosia och familjen praktfjärilar. Inga underarter finns listade i Catalogue of Life.